# رزه (شاهرود)
رزه، روستایی از توابع بخش مرکزی شهرستان شاهرود شهرستان شاهرود در استان سمنان ایران است.